# 和協翁主
和協翁主（わきょうおうしゅ、ファヒョプオンジュ、화협옹주、雍正11年3月7日（1733年4月20日） - 乾隆17年11月27日（1753年1月1日））は、李氏朝鮮第21代国王英祖と暎嬪李氏の娘。荘献世子の同母姉。朝鮮第22代国王正祖の伯母。

## 生涯
1733年、英祖と側室だった暎嬪李氏の五女として誕生。彼女は美貌に恵まれていたが、成人しても、父である英祖から冷遇され続けた。しかし、姉の和平翁主や妹の和緩翁主は父から寵愛を受けている。1739年に翁主に封じられた。
同じく、父から嫌悪されていた荘献世子とは仲良かった。1743年、申光綏と結婚。しかし、英祖は夫である申光綏までも冷遇した。
1752年に麻疹を患ったため、数え年の20歳で死去。今まで彼女を毛嫌いし蔑ろにし続けた英祖も彼女の死に深く悲しんだとされる。

## 逸話
2016年に彼女の移葬前の墓が南楊州市で発見された。墓からは青銅器と化粧品、櫛などの遺物が発掘された。

## 家族
- 父：英祖
- 母：暎嬪李氏（1696年 - 1764年）
  - 姉：和平翁主（朝鮮語版）（1727年 - 1748年）
  - 弟：思悼世子/荘献世子 李愃（1735年 - 1762年）- 第22代国王正祖の実父。追贈王（廟号: 荘祖）
  - 妹：和緩翁主（1738年 - 1808年）
  - 他、姉3人があったがいずれも夭折。
- 夫：永城尉　申光綏（シン・グァンス）
  - 養子：申在善（シン・ジェソン、1752年 - 1810年）